# Nenax microphylla
Nenax microphylla är en måreväxtart som först beskrevs av Otto Wilhelm Sonder, och fick sitt nu gällande namn av Salter. Nenax microphylla ingår i släktet Nenax och familjen måreväxter. Inga underarter finns listade i Catalogue of Life.